# Померанський шпіц
Померанський шпіц (помаранча) — декоративна порода собак. Належить до групи шпіців.
Деякі кінологічні федерації (наприклад, Міжнародна кінологічна федерація) розглядають померанських шпіців як різновид німецького шпіца, інші (наприклад, Американський клуб собаківництва) виділяють його в окрему породу. Померанський шпіц - це різновид німецького шпіца. За стандартом FCI № 97 порода німецький шпіц поділяється на: Гігантський Шпіц, Середній Шпіц, Мініатюрний Шпіц та самий маленький – Померанець.

## Походження

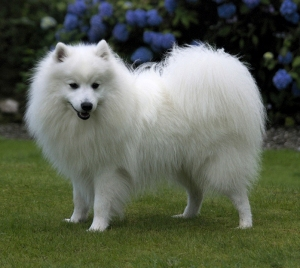
Підстрижений померанський шпіц

Назва походить від назви історичної області Німеччини — Померанії. Це найменший представник шпіців.
За часів правління королеви Вікторії, в 1870 році, шпіци з Померанії потрапляють в Англію, де починається робота зі створення карликової форми, поліпшенню «одежинки» помаранчі й додання йому загальної вишуканості. Краса найкращих представників англійських і американських шпіців справила великий вплив на заводчиків усього світу, і поступово шпіци в інших країнах видозмінюються, підтягуючись до еталонного померанського шпіца.

## Зовнішній вигляд

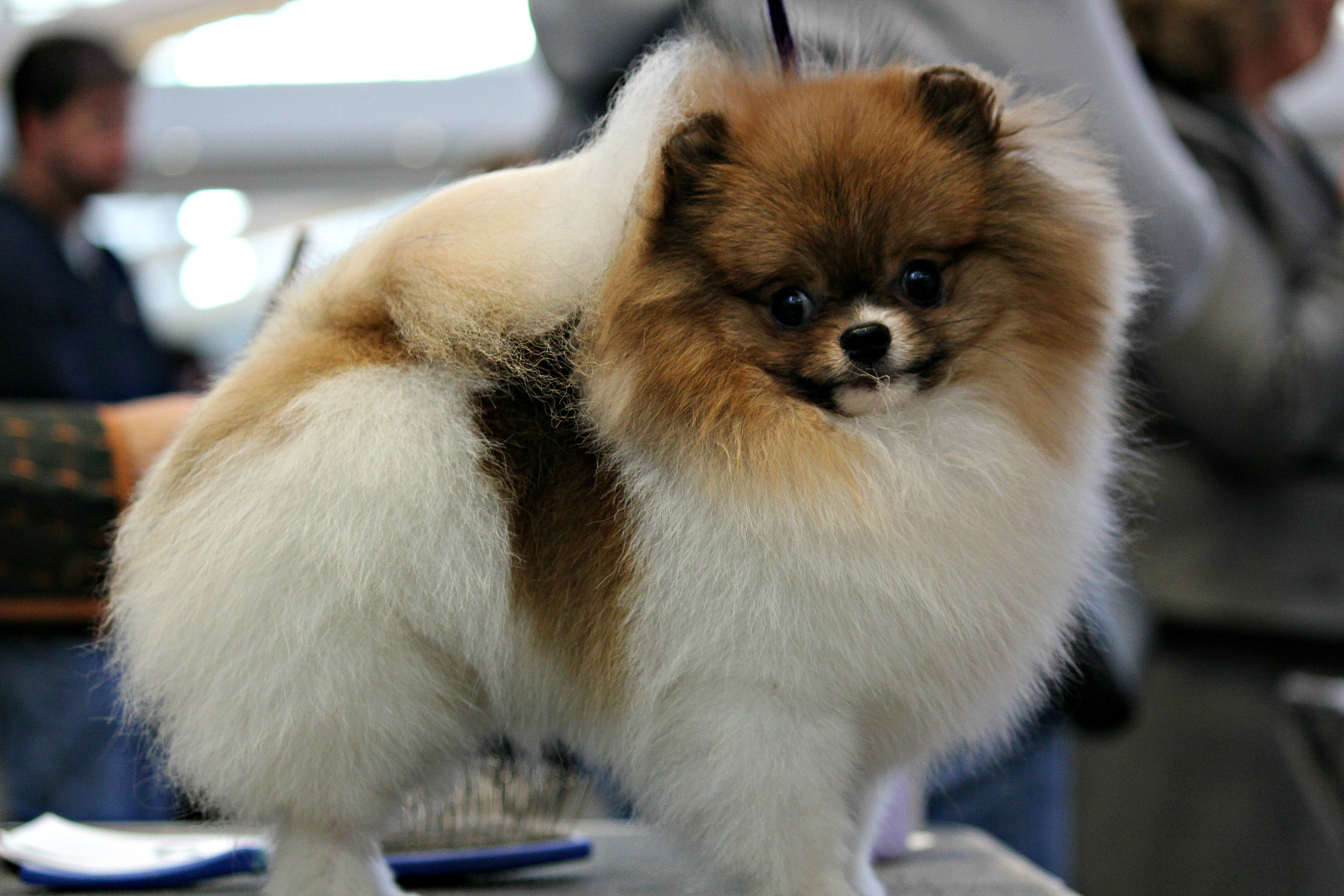
Померанський шпіц забарвлення парті-колор

Морда і голова в цілому нагадують лисячу, череп злегка округлий. Вуха невеликі, розставлені не дуже широко. Тіло коротке, з глибокими грудьми та округлими ребрами. У цієї породи собак випадає дуже мало вовни. У померанського шпіца зустрічається десять забарвлень: чорний, чорно-підпалий, шоколадний, рудий з черню (соболиний), помаранчевий, кремовий, блакитний, блакитно-підпалий, білий і двоколірний. Висота в холці від 18 до 22 см, вага 1,4-3,5 кг.

## Характер та темперамент
Порода має неймовірно різносторонній характер. Вони надзвичайно нервові, енергійні та подекуди не адекватні тварини, але при цьому померанський шпіц дуже смілива та відважна собака. Шпіци неймовірно прив'язуються до своїх господарів.
Загалом, характер померанського шпіца ідеально підійде активним людям, які багато рухаються, мають можливість часто вигулювати песика і приділяти йому багато уваги. Обовʼязково його треба виховувати. Але про це часто забувають власники цієї породи.

## Здоров'я
Шпіци вважаються хворобостійкою породою. Але, як і кожний живий організм, вони теж хворіють. Поширеним хворобами є пародонтоз, вивих колінної чашечки, гіпотиреоз, кардіологічні проблеми.

## Цікаві факти
1. Померанські Шпіци можуть запам’ятовувати до 165 слів!
2. Вони — майстри маніпуляції. Один погляд цих очей, і ви вже дістаєте смаколик.
3. Шпіци обожнюють «розмовляти» — гавкіт для них — це цілий спектр емоцій.
4. Історична деталь: померанські Шпіци були популярними серед знаті, і навіть зараз їхній вигляд асоціюється з розкішшю.[1]